# Marvikarna
Marvikarna este o arie protejată (arie specială de conservare — SAC, sit de importanță comunitară — SCI, arie de protecție specială avifaunistică — SPA) din Suedia întinsă pe o suprafață de 213 ha, integral pe uscat.

## Localizare
Centrul sitului Marvikarna este situat la coordonatele 59°11′24″N 17°09′45″E / 59.19°N 17.1626°E.

## Înființare
Situl Marvikarna a fost declarat sit de importanță comunitară în ianuarie 1998 pentru a proteja 7 specii de animale. Alte tipuri de protecție:
- arie de protecție specială avifaunistică (în iulie 2000)[2]
- arie specială de conservare (în martie 2011)[1][3][4]

## Biodiversitate
Situată în ecoregiunea boreală, aria protejată conține 4 habitate naturale: Pășuni din zone de pădure fino-scandinave, Pante stâncoase silicioase cu vegetație casmofită, Ape oligotrofe din câmpii nisipoase, cu un conținut foarte redus de minerale (Littorelletalia uniflorae), Taiga vestică.
La baza desemnării sitului se află mai multe specii protejate:
- păsări (6): caprimulg (Caprimulgus europaeus), ciocănitoare neagră (Dryocopus martius), cufundar polar (Gavia arctica), ciuvică (Glaucidium passerinum), vultur pescar (Pandion haliaetus),  cocoș de munte (Tetrao urogallus)
- pești (1): zvârluga (Cobitis taenia)